# Grand Prix-wegrace van Frankrijk 1960
De Grand Prix-wegrace van Frankrijk 1960 was de eerste Grand Prix van het wereldkampioenschap wegrace voor motorfietsen in het seizoen 1960. De races werden verreden op 22 mei op het Circuit de Charade nabij Clermont-Ferrand. In deze Grand Prix kwamen de 500cc-, 350cc-klasse en de zijspanklasse aan de start.

## Algemeen
In Frankrijk werden naast de WK-races nog twee andere wedstrijden georganiseerd: De 500cc-sportklasse werd gewonnen door Jean Tomesani op een Triumph en de 175cc-race werd gewonnen door Marcelo Cama op een Bultaco.

## 500cc-klasse
In de 500cc-race waren de MV Agusta's weer net zo oppermachtig als in het vorige seizoen: John Surtees won met drie minuten voorsprong op teamgenoot Remo Venturi en de rest van het veld had ten minste een ronde achterstand. Opmerkelijk was de zesde plaats van Fumio Ito, die met een BMW R 50 met steun van de Japanse BMW-importeur naar Europa was gekomen en de eerste Japanner werd die in de 500cc-klasse een punt scoorde.
| Pos | Coureur            | Merk      | Tijd       | Punten |
| --- | ------------------ | --------- | ---------- | ------ |
| 1   | John Surtees       | MV Agusta | 1:39"21'6  | 8      |
| 2   | Remo Venturi       | MV Agusta | +3"01'7    | 6      |
| 3   | Bob Brown          | Norton    | +1 ronde   | 4      |
| 4   | Paddy Driver       | Norton    | +1 ronde   | 3      |
| 5   | Ladi Richter       | Norton    | +1 ronde   | 2      |
| 6   | Fumio Ito          | BMW       | +1 ronde   | 1      |
| 7   | Hugh Anderson      | Norton    | +1 ronde   |        |
| 8   | Robert Weston      | Norton    | +1 ronde   |        |
| 9   | John Hempleman     | Norton    | +1 ronde   |        |
| 10  | Jacques Insermini  | Norton    | +1 ronde   |        |
| 11  | Hans-Günther Jäger | BMW       | +2 ronden  |        |
| 12  | Jannie Stander     | Norton    | +2 ronden  |        |
| 13  | Lothar John        | BMW       | +3 ronden  |        |
| 14  | Jean-Pierre Bayle  | Norton    | +3 ronden  |        |
| 15  | Fritz Kläger       | Horex     | +4 ronden  |        |
| 16  | Antoine Paba       | Norton    | +5 ronden  |        |
| 17  | Hans Schmidt       | Norton    | +10 ronden |        |
| 18  | Guy Troncarelli    | Norton    | +12 ronden |        |

| Coureur              | Merk     | Oorzaak |
| -------------------- | -------- | ------- |
| Jean-Claude Bargetzi | Onbekend |         |

| Coureur         | Merk      | Oorzaak |
| --------------- | --------- | ------- |
| Tom Phillis     | Norton    |         |
| Rudolf Gläser   | Norton    |         |
| Alan Shepherd   | Matchless |         |
| Dickie Dale     | Norton    |         |
| John Hartle     | Norton    |         |
| Mike Hailwood   | Norton    |         |
| Ralph Rensen    | Norton    |         |
| Emilio Mendogni | MV Agusta |         |
| Jim Redman      | Norton    |         |

## 350cc-klasse
Gary Hocking won de 350cc-race in Frankrijk ondanks een val. Daardoor kon František Šťastný na een halve minuut finishen, maar beiden profiteerden van pech voor John Surtees, die de snelste ronde had gereden maar door ontstekingsproblemen terugviel naar de derde plaats.
| Pos | Coureur           | Merk      | Tijd      | Punten |
| --- | ----------------- | --------- | --------- | ------ |
| 1   | Gary Hocking      | MV Agusta | 1:20"46'7 | 8      |
| 2   | František Šťastný | Jawa      | +34'3     | 6      |
| 3   | John Surtees      | MV Agusta | +53'9     | 4      |
| 4   | Bob Brown         | Norton    | +1"35'5   | 3      |
| 5   | Paddy Driver      | Norton    | +1"39'3   | 2      |
| 6   | Frank Perris      | Norton    | +3"53'5   | 1      |

| Coureur        | Merk              |
| -------------- | ----------------- |
| Bob Anderson   | Norton            |
| Bob McIntyre   | Potts Special-AJS |
| Derek Minter   | Norton            |
| Dickie Dale    | Norton            |
| John Hartle    | Norton            |
| Ralph Rensen   | Norton            |
| Hugh Anderson  | AJS               |
| John Hempleman | Norton            |

## Zijspanklasse
In de zijspanrace scoorde Helmut Fath zijn eerste overwinning in het wereldkampioenschap wegrace voor Fritz Scheidegger en Florian Camathias met zijn nieuwe maar tijdelijke bakkenist John Chisnell.
| Pos | Coureur           | Bakkenist         | Merk | Tijd | Punten |
| --- | ----------------- | ----------------- | ---- | ---- | ------ |
| 1   | Helmut Fath       | Alfred Wohlgemuth | BMW  |      | 8      |
| 2   | Fritz Scheidegger | Horst Burkhardt   | BMW  |      | 6      |
| 3   | Florian Camathias | John Chisnell     | BMW  |      | 4      |
| 4   | Max Deubel        | Horst Höhler      | BMW  |      | 3      |
| 5   | Edgar Strub       | Hilmar Cecco      | BMW  |      | 2      |
| 6   | Jo Rogliardo      | Marcel Godillot   | BMW  |      | 1      |

| Coureur         | Bakkenist                   | Merk   |
| --------------- | --------------------------- | ------ |
| Alwin Ritter    | Edwin Blauth en Emil Hörner | BMW    |
| Otto Kölle      | Dieter Hess                 | BMW    |
| Bill Boddice    | Graham Stokes               | Norton |
| Charlie Freeman | Billie Nelson               | Norton |
| Jackie Beeton   | Eddie Bulgin                | BMW    |
| Les Wells       | William Cook                | Norton |
| Pip Harris      | Ray Campbell                | BMW    |

1920 · 1921 · 1922 · 1923 · 1924 · 1925 · 1926 · 1927 · 1928 · 1929 · 1930 · 1931 · 1932 · 1933 · 1935 · 1936 · 1937 · 1938 · 1939 · 1949 · 1951 ·  1953 · 1954 · 1955 · 1958 · 1959 · 1960 · 1961 · 1962 · 1963 · 1964 · 1965 · 1966 · 1967 · 1969 · 1970 · 1972 · 1973 · 1974 · 1975 · 1976 · 1977 · 1978 · 1979 · 1980 · 1981 · 1982 · 1983 · 1984 · 1985 · 1986 · 1987 · 1988 · 1989 · 1990 · 1991 · 1992 · 1994 · 1995 · 1996 · 1997 · 1998 · 1999 · 2000 · 2001 · 2002 · 2003 · 2004 · 2005 · 2006 · 2007 · 2008 · 2009 · 2010 · 2011 · 2012 · 2013 · 2014 · 2015 · 2016 · 2017 · 2018 · 2019 · 2020 · 2021 · 2022 · 2023 · 2024 · 2025